# عائشة أميرة المغرب
للا عائشة هي عائشة بنت محمد بن يوسف بن الحسن بن محمد بن عبد الرحمن بن هشام بن محمد بن مولاي عبد الله بن مولاي إسماعيل بن الشريف بن علي العلوية (الثلاثاء 20 محرم 1349 هـ / 17 يونيو 1930م - الأحد 5 شوال 1432 هـ / 4 سبتمبر 2011م)، أميرة علوية من الأسرة المالكة في المغرب، وهي أسن أبناء الملك محمد الخامس من ابنة عمه الأميرة عبلة بنت الطاهر، وشقيقة الملك الحسن الثاني، ولدت في الرباط وتوفيت فيها،.
كانت للا عائشة سفيرة المغرب لدى المملكة المتحدة (1965 - 1969م)، اليونان (1969 - 1970م)، وإيطاليا (1970 - 1973م). كما أنها ناشطة في جمعية الهلال الأحمر.

## الأوسمة
- الوشاح الأكبر من وسام العرش من المغرب -1963م
- وسام الصليب الأكبر من وسام استحقاق الجمهورية الإيطالية -1970م
- دام قائد للنظام الملكي في فيكتوريا (DCVO) - 1980م [6]